# Террор на борту
«Террор на борту» (альтернативное название фильма: «Круиз страха» — англ. «Voyage of Terror: The Achille Lauro Affair» — основанный на реальных событиях фильм Альберто Негрина, с Бертом Ланкастером, Эвой Мари Сейнт и Доминик Санда.

## Сюжет
3 октября 1985 года более 500 пассажиров поднимаются в генуэзском порту на борт итальянского круизного лайнера «Акилле Лауро». Настроение у всех приподнятое, поскольку впереди их ждут 12 дней моря и солнца. Никто не подозревает, что среди пассажиров находятся 4 палестинских террориста.